# Lycosa pia
Lycosa pia este o specie de păianjeni din genul Lycosa, familia Lycosidae. A fost descrisă pentru prima dată de Friedrich Wilhelm Bösenberg și Strand, 1906. Conform Catalogue of Life specia Lycosa pia nu are subspecii cunoscute.